# Ammone, Zenone, Tolomeo, Ingene e Teofilo
Ammone, Zenone, Tolomeo, Ingene e Teofilo (fl. III secolo) furono dei soldati egiziani, morti martiri durante le persecuzioni di Decio.

## Agiografia
Questi santi egiziani sono menzionati nella lettera che Dionisio di Alessandria scrisse a Fabio di Antiochia e che fu pubblicata da Eusebio di Cesarea nella Storia ecclesiastica.
Ammone, Zenone, Tolomeo, Ingene e Teofilo erano dei soldati cristiani, che assistevano ai processi contro i cristiani nei tribunali di Alessandria d'Egitto, all'epoca della persecuzione dell'imperatore Decio (249-251). Durante uno di questi processi, si accorsero che un cristiano era prossimo a cedere e a negare la propria fede. Dapprima cercarono di incoraggiarlo con lo sguardo e con le mani, ma poi, scoperto che anche loro erano cristiani, si fecero avanti e professarono apertamente la loro fede, rendendo così testimonianza a tutti coloro che erano perseguitati.

## Culto
Il ricordo di questi soldati egiziani si trova nei martirologi altomedievali di Floro, di Adone e nel martirologio di Usuardo alla data del 20 dicembre. Alla stessa data fu inserito da Cesare Baronio nel martirologio romano.
La riforma del martirologio dopo il Concilio Vaticano II ha spostato la ricorrenza al 1º giugno, secondo quanto scrissero i Bollandisti negli Acta Sanctorum in base ad antichi testi etiopici:
(Martirologio Romano. Riformato a norma dei decreti del Concilio ecumenico Vaticano II e promulgato da papa Giovanni Paolo II, Città del Vaticano, 2004, pp. 439-440)